# Doloclanes otaros
Doloclanes otaros är en nattsländeart som beskrevs av Arturs Neboiss 1999. Doloclanes otaros ingår i släktet Doloclanes och familjen stengömmenattsländor. Inga underarter finns listade i Catalogue of Life.